# Совєтська Гавань
Совє́тська Га́вань (рос. Советская Гавань) — місто, центр Совєтсько-Гаванського району Хабаровського краю, Росія. Адміністративний центр та єдиний населений пункт Совєтсько-Гаванського міського поселення.

## Географія
Місто розташоване на березі затоки Совєтська Гавань (Татарська протока), за 640 кілометрів від Хабаровська, за 32 кілометрів від порту Ваніно — одного з найбільших російських портів на Тихому океані. Совєтська Гавань є містом крайового підпорядкування. Кінцева точка БАМу. З 2008 року оголошено особливою портовою економічною зоною (ОПЕЗ, статус дано на 50 років).

## Історія
Засноване 4 серпня 1853 року. Геннадій Невельськой заснував «військовий його імператорської високості генерал-адмірала великого князя Костянтина пост». Це було перше російське поселення в затоці Імператорська Гавань. Начальником посади призначили М. К. Бошняка.
Статус міста присвоєно в 1941 році, у 1922 році Імператорська Гавань була перейменована в Совєтську. Тривалий час порт був однією з баз Тихоокеанського військово-морського флоту.
У 1950—1953 роках у місті перебувало Управління Будівництва 508, й у 1950—1954 — Ульмінлага.

## Населення
Населення — 27712 осіб (2010; 30480 у 2002).

## Господарство
Рибопереробка, суднобудування і судноремонт, деревообробка.
Місто обслуговує аеропорт Каменний Ручєй.

## Клімат
| Клімат Совєтська Гавань (1914–2012) | Клімат Совєтська Гавань (1914–2012) | Клімат Совєтська Гавань (1914–2012) | Клімат Совєтська Гавань (1914–2012) | Клімат Совєтська Гавань (1914–2012) | Клімат Совєтська Гавань (1914–2012) | Клімат Совєтська Гавань (1914–2012) | Клімат Совєтська Гавань (1914–2012) | Клімат Совєтська Гавань (1914–2012) | Клімат Совєтська Гавань (1914–2012) | Клімат Совєтська Гавань (1914–2012) | Клімат Совєтська Гавань (1914–2012) | Клімат Совєтська Гавань (1914–2012) | Клімат Совєтська Гавань (1914–2012) |
| Показник                            | Січ.                                | Лют.                                | Бер.                                | Квіт.                               | Трав.                               | Черв.                               | Лип.                                | Серп.                               | Вер.                                | Жовт.                               | Лист.                               | Груд.                               | Рік                                 |
| Абсолютний максимум, °C             | 2,6                                 | 12,2                                | 18,9                                | 25,1                                | 31,8                                | 35,1                                | 34,2                                | 35,8                                | 30,2                                | 26,8                                | 16,5                                | 9,4                                 |                                     |
| Середній максимум, °C               | −11,4                               | −8,3                                | −1,8                                | 5,6                                 | 11,6                                | 16,8                                | 20,5                                | 21,9                                | 18,2                                | 10,9                                | 0,0                                 | −8,7                                | 6,3                                 |
| Середня температура, °C             | −16,8                               | −14,2                               | −7,4                                | 1,1                                 | 6,6                                 | 11,5                                | 15,6                                | 17,4                                | 13,3                                | 6,0                                 | −4,7                                | −13,5                               | 1,3                                 |
| Середній мінімум, °C                | −22,2                               | −20,1                               | −12,9                               | −3,5                                | 1,5                                 | 6,2                                 | 10,7                                | 12,9                                | 8,4                                 | 1,0                                 | −9,3                                | −18,3                               |                                     |
| Абсолютний мінімум, °C              | −40                                 | −38,6                               | −30,3                               | −26,4                               | −9,5                                | −3                                  | 2,4                                 | 4,0                                 | −1,7                                | −14,7                               | −31,3                               | −38,4                               |                                     |
| Норма опадів, мм                    | 19.9                                | 20.7                                | 42.9                                | 47.5                                | 73.9                                | 70.1                                | 82.1                                | 109.6                               | 117.2                               | 87.7                                | 43.4                                | 32.7                                |                                     |
| Днів з опадами                      | 6,8                                 | 7,0                                 | 9,6                                 | 10,3                                | 13,2                                | 12,9                                | 13,4                                | 14,7                                | 13,1                                | 9,2                                 | 6,1                                 | 6,6                                 |                                     |
| ----------------------------------- | ----------------------------------- | ----------------------------------- | ----------------------------------- | ----------------------------------- | ----------------------------------- | ----------------------------------- | ----------------------------------- | ----------------------------------- | ----------------------------------- | ----------------------------------- | ----------------------------------- | ----------------------------------- | ----------------------------------- |

## Відомі уродженці
- Гаврилюк Надія Оксентіївна (1951) — український археолог, фахівець у галузі скіфської археології, представник археологічної керамології.
- Середа-Голдун Ася Михайлівна (1974) — українська артистка музичної комедії, солістка-вокалістка Київського театру оперети, заслужена артистка України.
- Бурлака Андрій Іванович — генерал ФСБ.

## Галерея

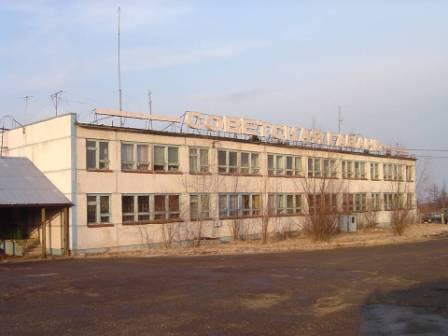
Аеропорт «Май-Гатка»
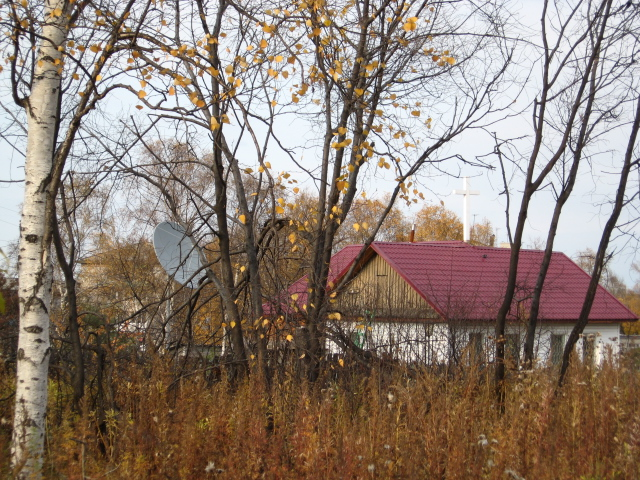
Церква християн-адвентистів
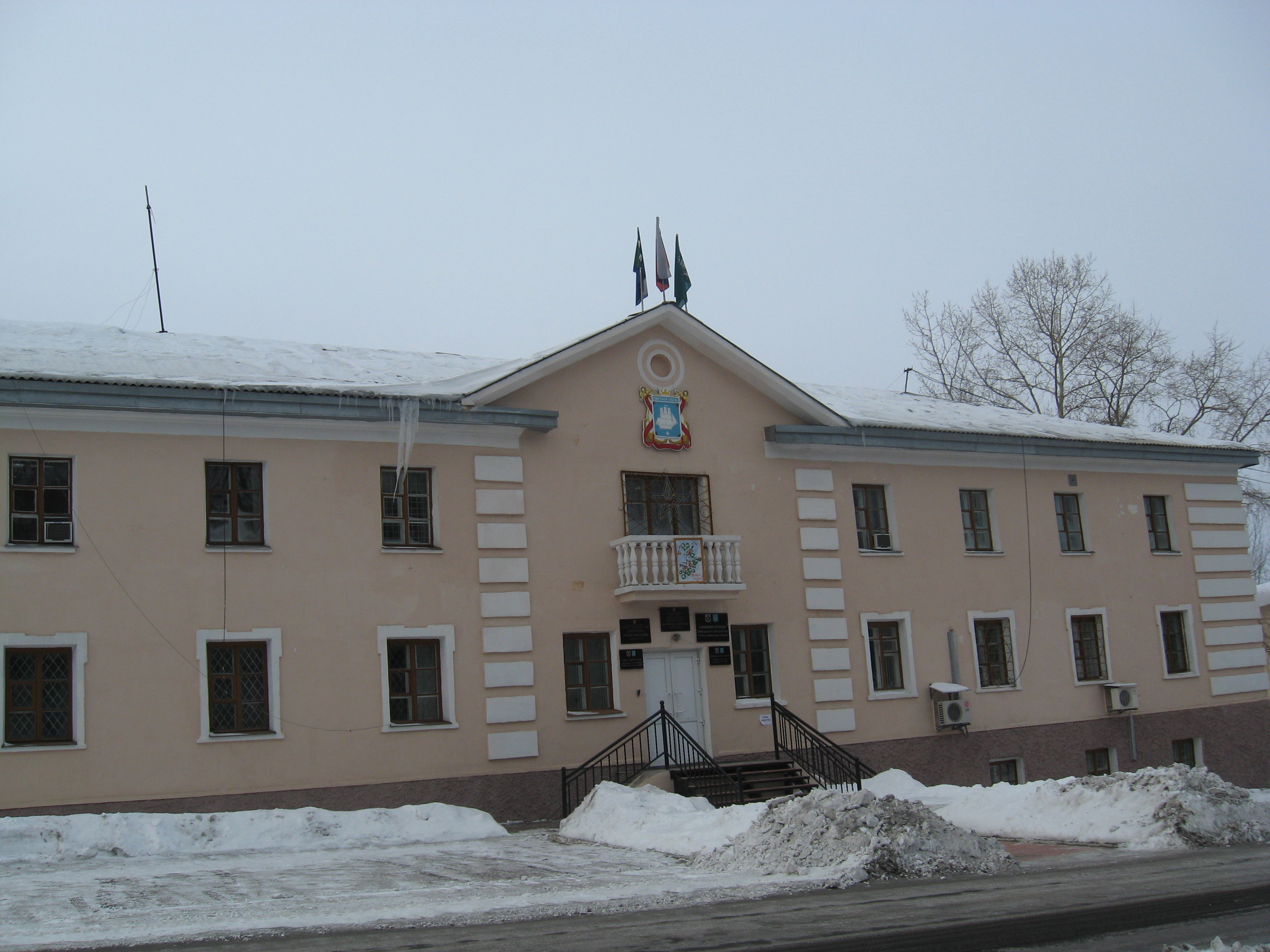
Адміністративна будівля